# Рональд Колман
Рональд Колман (англ. Ronald Charles Colman; 9 лютого 1891 — 19 травня 1958) — англійський актор, популярний в 1930х та 1940х роках. Він здобув премію «Оскар» за найкращу чоловічу роль у фільмі «Подвійне життя» (1947) та був номінований за ролі у фільмах «Випадкова жнива» (1942) та «Бульдог Драммонд» (1929). Колман також знявся в декількох класичних фільмах, в тому числі «Повість про два міста» (1935), «Втрачений горизонт» (1937) і «Бранець Зенди» (1937).

## Юні роки
Він народився в Ричмонді, графство Суррей, Англія, ім'я при народженні Рональд Колман Чарльз, другий син і четверта дитина Чарльза Колмана та його дружини Марджорі Рейд Фрейзер. Він здобув освіту в школі-інтернаті в Літлхемптоні, де він виявив любов до театру, незважаючи на свою сором'язливість. Рональд збирався вчитися на інженерному факультеті в Кембриджському університеті, але раптова смерть батька в 1907 від пневмонії зробила це неможливим з фінансових причин.
Він став відомим актором-аматором і був членом Драматичного товариства West Middlesex в 1908-09. Він зробив свою першу появу на професійній сцені в 1914 році.

## Перша Світова Війна
Пропрацювавши деякий час клерком в Лондоні, в 1909 році приєднався до Лондонського шотландського полку і був у перших рядах Територіальної армії Великої Британії під час Першої Світової Війни. 31 жовтня 1914 року в битві при Мессайнс, Колман був важко поранений шрапнеллю в щиколотку. Після цього він все життя накульгував, хоча прагнув приховувати це на сцені. В 1915 році він був демобілізований з британської армії. Під час війни він служив разом з такими відомими акторами як Клод Рейнс, Герберт Маршалл, Седрік Хардвік і Безіл Ретбоун.

## Фільмографія
- 1924 — Її романтична ніч / Her Night of Romance — Пол Менфорд
- 1925 — Її сестра з Парижа / Her Sister from Paris — Джозеф Вайрінгер
- 1926 — Красунчик Жест / Beau Geste — Майкл «Бо» Жест
- 1929 — Бульдог Драммонд / (Bulldog Drummond) — Г'ю «Бульдог» Драммонд
- 1929 — Порятунок / The Rescue — Том Лінгард
- 1931 — Ерровсміт / (Arrowsmith) — Доктор Мартін Ерроусміт
- 1942 — Випадкова жнива / Random Harvest — Чарльз Райнер
- 1947 — Подвійне життя / A Double Life — Ентоні «Тоні» Джон
- 1956 — Навколо світу за 80 днів / Around The World In 80 Days